# 70. ročník udílení Oscarů
70. ročník udílení Oscarů proběhl 23. března 1998 v Shrine Auditorium, (Los Angeles) a udílel ocenění pro nejlepší filmařské počiny roku 1997. Udílely se ceny ve 24 kategoriích a producentem byl Gil Cates († 2011). Večer moderoval Billy Crystal.

## Nominace a vítězové
Vítězové v dané kategorii jsou uvedeni tučně.
| Nejlepší film | Nejlepší režie |
| --- | --- |
| Titanic - Lepší už to nebude - Do naha! - Dobrý Will Hunting - L. A. – Přísně tajné | James Cameron – Titanic - Peter Cattaneo – Do naha! - Gus Van Sant – Dobrý Will Hunting - Curtis Hanson – L. A. – Přísně tajné - Atom Egoyan – Sladké zítřky |
| Nejlepší herec | Nejlepší herečka |
| Jack Nicholson jako Melvin Udall – Lepší už to nebude - Matt Damon jako Will Hunting – Dobrý Will Hunting - Robert Duvall jako Euliss „Sonny“ Dewey – Apoštol - Peter Fonda jako Ulysses „Ulee“ Jackson – Uleeovo zlato - Dustin Hoffman jako Stanley Motss – Vrtěti psem                                                                           | Helen Hunt jako Carol Connelly – Lepší už to nebude - Helena Bonham Carter jako Kate Croy – Křídla vášně - Julie Christie jako Phyllis Mann – Opravář na všechno - Judi Dench jako královna Victoria – Paní Brownová - Kate Winslet jako Rose DeWitt Bukater – Titanic         |
| Nejlepší herec ve vedlejší roli | Nejlepší herečka ve vedlejší roli |
| Robin Williams jako Dr. Sean Maguire – Dobrý Will Hunting - Robert Forster jako Max Cherry – Jackie Brownová - Anthony Hopkins jako John Quincy Adams – Amistad - Greg Kinnear jako Simon Bishop – Lepší už to nebude - Burt Reynolds jako Jack Horner – Hříšné noci                                                                                | Kim Basinge jako Lynn Bracken – L. A. – Přísně tajné - Joan Cusack jako Emily Montgomery – Svatba naruby - Minnie Driver jako Skylar Satenstein – Dobrý Will Hunting - Julianne Moore jako Amber Waves/Maggie – Hříšné noci - Gloria Stuart jako Rose Dawson Calvert – Titanic |
| Nejlepší původní scénář | Nejlepší adaptovaný scénář |
| Dobrý Will Hunting – Matt Damon a Ben Affleck - Lepší už to nebude – Mark Andrus a James L. Brooks - Hříšné noci – Paul Thomas Anderson - Pozor na Harryho – Woody Allen - Do naha! – Simon Beaufoy | L. A. – Přísně tajné – Brian Helgeland a Curtis Hanson - Krycí jméno Donnie Brasco – Paul Attanasio - Sladké zítřky – Atom Egoyan - Vrtěti psem – David Mamet a Hilary Henkin - Křídla vášně – Hossein Amini                                                                   |
| Nejlepší cizojazyčný film | Nejlepší dokument |
| Charakter (Nizozemsko) – Mike van Diem - Za hranicí ticha (Německo) – Caroline Link - Four Days in September (Brazílie) – Bruno Barreto - Tajemství srdce (Španělsko) – Montxo Armendáriz - The Thief (Rusko) – Pavel Čuchraj | The Long Way Home – Rabbi Marvin Hier a Richard Trank - 4 děvčátka – Spike Lee a Sam Pollard - Ayn Rand: A Sense of Life – Michael Paxton - Colors Straight Up – Michèle Ohayon a Julia Schachter - Waco: The Rules of Engagement – Dan Gifford a William Gazecki              |
| Nejlepší krátký dokument | Nejlepší krátký hraný film |
| A Story of Healing – Donna Dewey a Carol Pasternak - Alaska: Spirit of the Wild – George Casey a Paul Novros - Amazon – Kieth Merrill a Jonathan Stern - Family Video Diaries: Daughter of the Bride – Terri Randall - Still Kicking: The Fabulous Palm Springs Follies – Mel Damski a Andrea Blaugrund                                             | Visas and Virtue – Chris Tashima a Chris Donahue - Dance Lexie Dance – Tim Loane - It's Good to Talk – Roger Goldby a Barney Reisz - Sweethearts? – Birger Larsen a Thomas Lydholm - Wolfgang – Anders Thomas Jensen a Kim Magnusson                                           |
| Nejlepší krátký animovaný film | Nejlepší vizuální efekty |
| Geriho hra – Jan Pinkava - Famous Fred – Joanna Quinn - Stará dáma a holubi – Sylvain Chomet - Redux Riding Hood – Steve Moore a Dan O'Shannon - Rusalka – Alexander Petrov | Titanic – Robert Legato, Mark Lasoff, Thomas L. Fisher a Michael Kanfer - Ztracený svět: Jurský park – Dennis Muren, Stan Winston, Randal M. Dutra a Michael Lantieri - Hvězdná pěchota – Phil Tippett, Scott E. Anderson, Alec Gillis a John Richardson                       |
| Nejlepší píseň | Nejlepší zvukové efekty |
| „My Heart Will Go On“ – James Horner a Will Jennings – Titanic - „Go the Distance“ –Alan Menken a David Zippel – Herkules - „Journey to the Past“ – Stephen Flaherty a Lynn Ahrens – Anastasia - „How Do I Live“ – Diane Warren – Con Air - „Miss Misery“ – Elliott Smith – Dobrý Will Hunting                                                      | Titanic – Tom Bellfort a Christopher Boyes - Tváří v tvář – Mark Stoeckinger a Per Hallberg - Pátý element – Mark Mangini |
| Nejlepší zvuk | Nejlepší výprava |
| Titanic – Gary Rydstrom, Tom Johnson, Gary Summers a Mark Ulano - Air Force One – Paul Massey, Rick Kline, Doug Hemphill a Keith A. Wester - Con Air – Kevin O'Connell, Greg P. Russell a Art Rochester - Kontrakt – Randy Thom, Tom Johnson, Dennis S. Sands a William B. Kaplan - L. A. – Přísně tajné – Andy Nelson, Anna Behlmer a Kirk Francis | Titanic – Peter Lamont a Michael D. Ford - Gattaca – Jan Roelfs a Nancy Nye - Kundun – Dante Ferretti a Francesca Lo Schiavo - L. A. – Přísně tajné – Jeannine Oppewall a Jay Hart - Muži v černém – Bo Welch a Cheryl Carasik                                                 |
| Nejlepší kamera | Nejlepší střih |
| Titanic – Russell Carpenter - Amistad – Janusz Kamiński - Kundun – Roger Deakins - L. A. – Přísně tajné – Dante Spinotti - Křídla vášně – Eduardo Serra | Titanic – Conrad Buff, James Cameron a Richard A. Harris - Air Force One – Richard Francis-Bruce - Lepší už to nebude – Richard Marks - Dobrý Will Hunting– Pietro Scalia - L. A. – Přísně tajné – Peter Honess                                                                |
| Nejlepší masky | Nejlepší kostýmy |
| Muži v černém – Rick Baker a David LeRoy Anderson - Paní Brownová – Lisa Westcott, Veronica Brebner a Beverley Binda - Titanic – Tina Earnshaw, Greg Cannom a Simon Thompson | Titanic – Deborah Lynn Scott - Amistad – Ruth E. Carter - Kundun – Dante Ferretti - Oscar a Lucinda – Janet Patterson - Křídla vášně – Sandy Powell |
| Nejlepší hudba – drama | Nejlepší hudba – komedie |
| Titanic – James Horner - Amistad – John Williams - Dobrý Will Hunting – Danny Elfman - Kundun – Philip Glass - L. A. – Přísně tajné – Jerry Goldsmith | Do naha! – Anne Dudley - Anastasia – Stephen Flaherty, Lynn Ahrens a David Newman - Lepší už to nebude – Hans Zimmer - Muži v černém – Danny Elfman - Svatba mého nejlepšího přítele – James Newton Howard                                                                     |